# Runcinia ghorpadei
Runcinia ghorpadei es una especie de araña cangrejo del género Runcinia, familia Thomisidae. Fue descrita científicamente por Tikader en 1980.

## Distribución
Esta especie se encuentra en Asia: India.

## Tratamiento taxonómico
La especie aparece registrada y publicada en Thomisidae (Crab-spiders). Fauna India (Araneae) 1: 1–247.